# Paspalidium desertorum
Paspalidium desertorum är en gräsart som först beskrevs av Achille Richard, och fick sitt nu gällande namn av Otto Stapf. Paspalidium desertorum ingår i släktet Paspalidium och familjen gräs. Inga underarter finns listade i Catalogue of Life.